# Ristretto

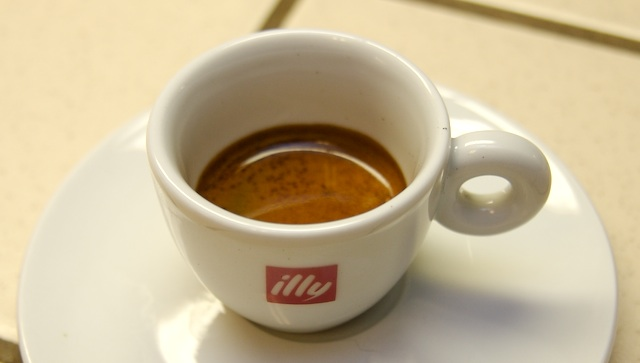
Ristretto

Ristretto (italsky: [risˈtretto]) je druh espressové kávy, který se vyznačuje menším objemem a vyšší koncentrací než klasické espresso. Připravuje se ze stejného množství mleté kávy, ale s menším množstvím vody, obvykle v rozsahu 15–20 ml pro jednu porci. Doba extrakce bývá zkrácena na přibližně 20 sekund. Výsledkem je nápoj s intenzivnější chutí a nižší hořkostí.

## Charakteristika
Ristretto využívá standardní dávku mleté kávy (přibližně 7–9 gramů pro jednu porci), ale voda prochází skrz kávu kratší dobu. Jelikož se při počáteční fázi extrakce uvolňuje nejvíce aromatických a chuťově výrazných látek, výsledný nápoj bývá sladší, méně hořký a plnější než běžné espresso. Kratší extrakce zároveň omezuje výskyt hořkých a trpkých složek, které se obvykle extrahují později.

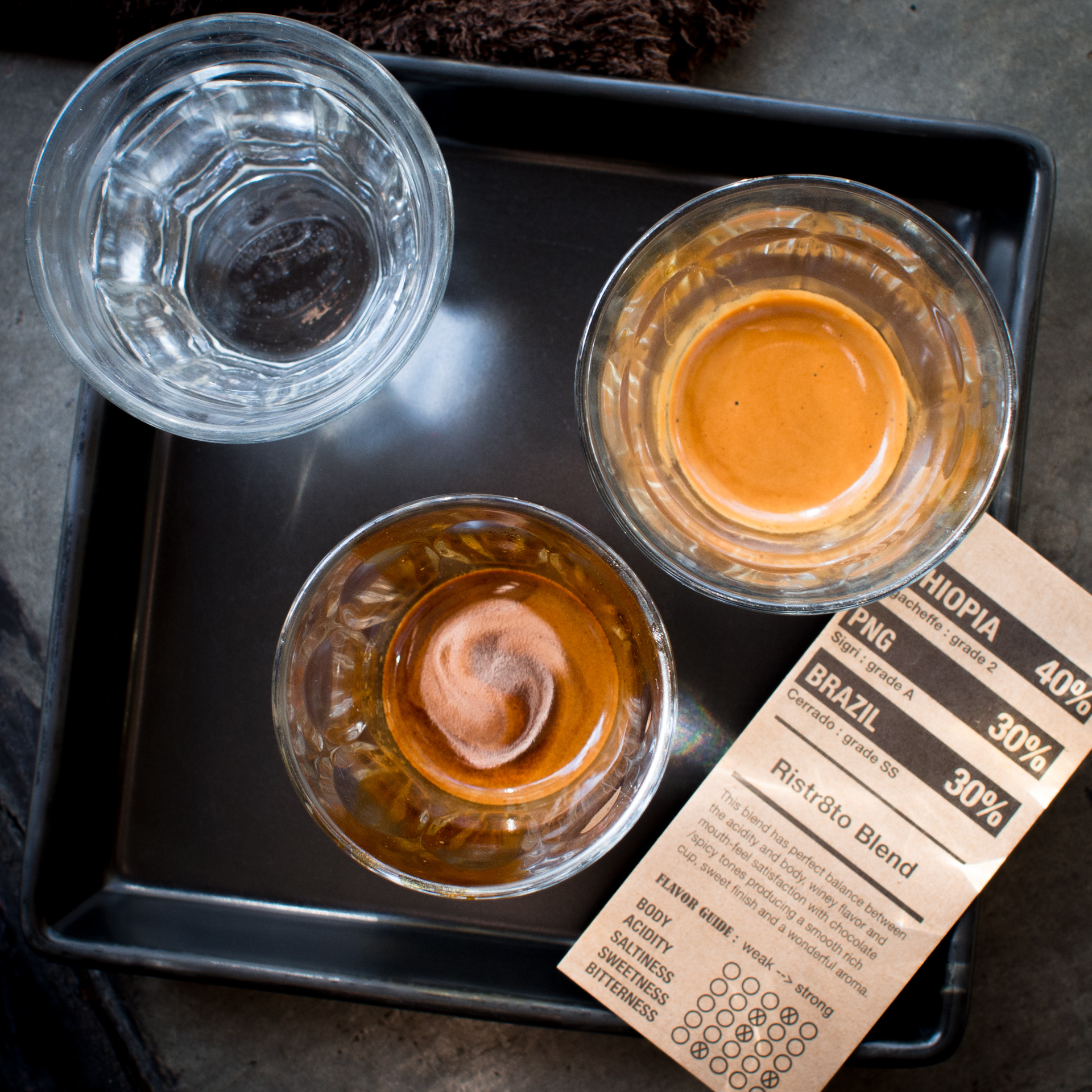
Dvojité ristretto zachycené během rozdělené extrakce – první polovina ve sklenici vpředu, druhá polovina ve sklenici vpravo.

## Chuťový profil
Ristretto se vyznačuje vyšší koncentrací rychle extrahovaných sloučenin, jako jsou ovocné, karamelové a čokoládové tóny, zatímco těkavé a trpčí složky obsažené ve druhé části extrakce jsou zastoupeny méně. V porovnání s espressem má ristretto nižší obsah celkových extraktů, ale často bývá vnímáno jako chuťově intenzivnější.

## Využití
Ristretto se obvykle podává samostatně v malých šálcích. Někdy se používá jako základ pro mléčné nápoje typu latte nebo cappuccino, kde jeho sladší a koncentrovanější chuť může pozitivně ovlivnit celkový profil nápoje.

## Porovnání s espressem
Zásadním rozdílem mezi ristrettem a espressem je množství vody a délka extrakce. Zatímco espresso využívá větší objem vody (obvykle 25–30 ml pro jednu porci) a delší dobu extrakce (25–30 sekund), ristretto používá méně vody a kratší čas. Výsledkem je hustší nápoj s menší hořkostí a větší sladkostí.